# Concatedral de Santa María (Vigo)
La concatedral de Santa María es un templo católico situado en la ciudad de Vigo, en Galicia, España. Comparte la sede catedralicia de la diócesis de Tuy-Vigo con la catedral de Tuy. Su construcción data de principios del siglo XIX, cuando vino a sustituir a la antigua colegiata, dañada tras la explosión de un polvorín en 1809.
El actual edificio fue obra del académico Melchor de Prado y Mariño, de la Real Academia de San Fernando y es de estilo principalmente neoclásico, si bien las torres son barrocas.

## Historia

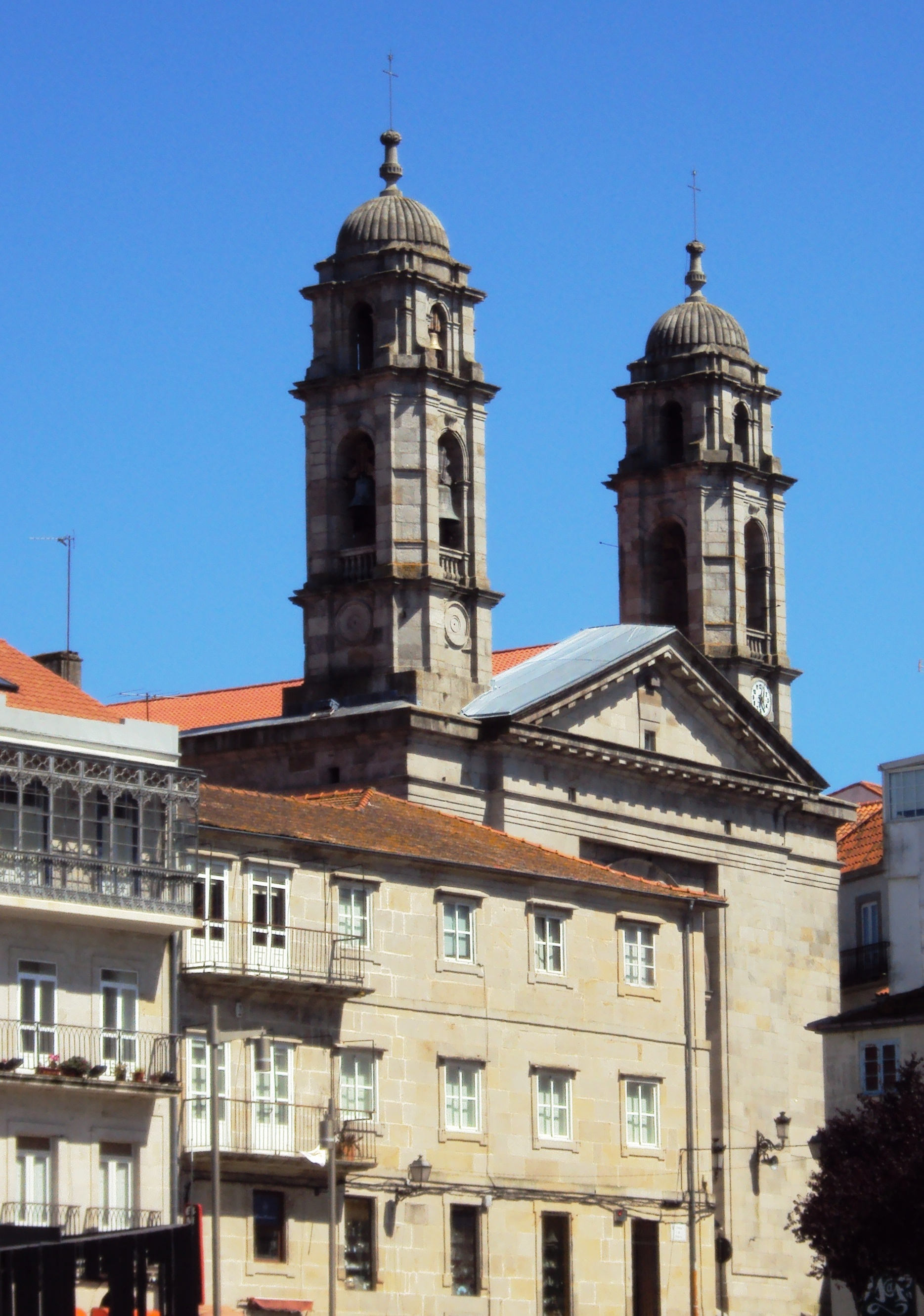
Vista desde el Centro Comercial A Laxe

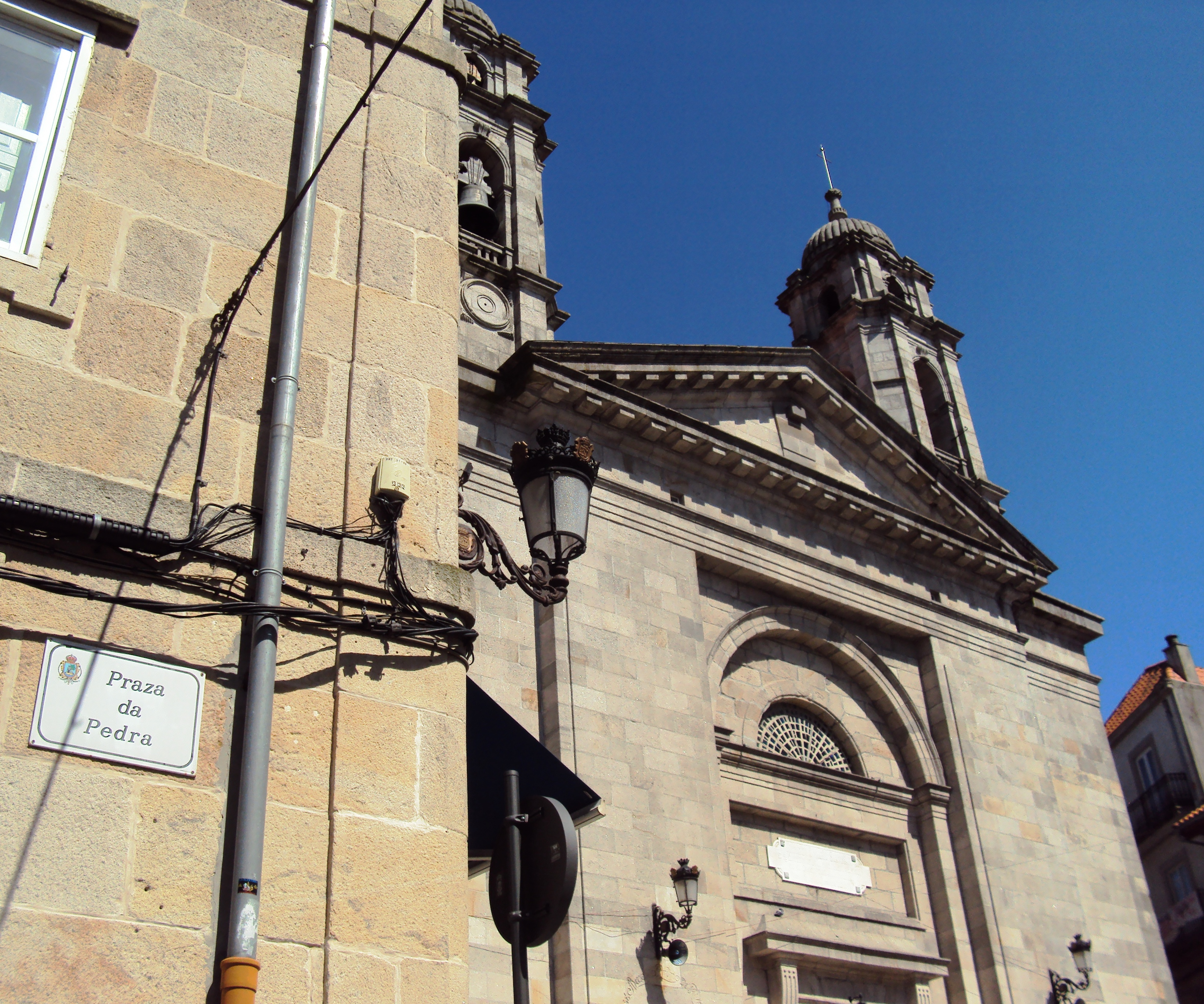
Desde la plaza de la Piedra.

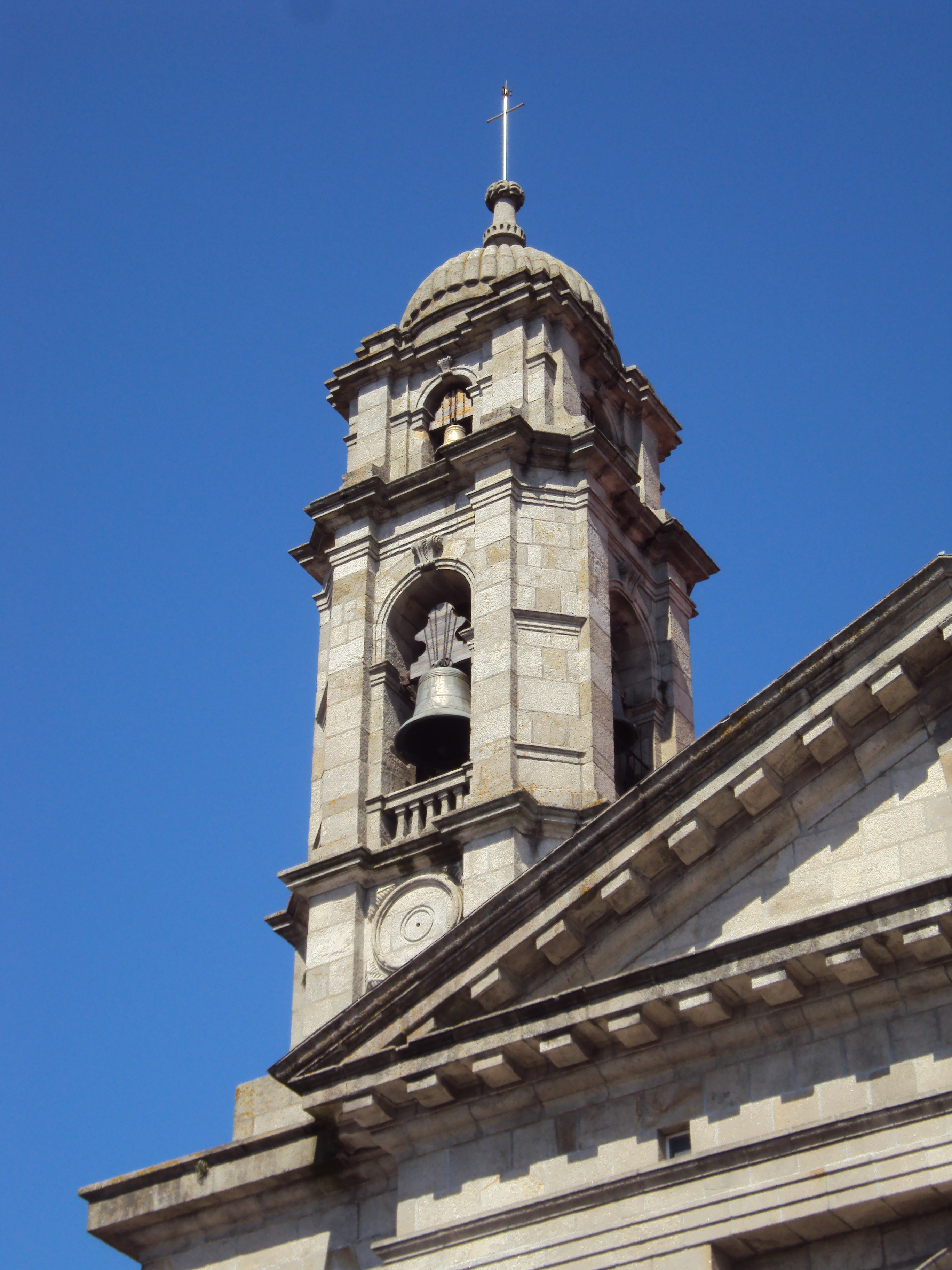
Detalle, torre norte.

Existen registros de la existencia de una iglesia advocada a santa María situada en Vigo desde al menos el siglo XII. Así aparece en un documento de 1156 en el cual se reparten las parroquias de la diócesis de Tuy entre el obispo don Pelayo Méndez y su cabildo. También aparece mencionada en otro documento de 1170 por el que el rey Fernando II de León le otorga la iglesia al obispado como compensación por otros territorios tomados para la Corona. También es mencionada en distintos documentos de los monasterios de Melón y Oya.
A este templo le siguió otro de estilo gótico construido a finales del siglo XIV y finalizado en 1403. Esta nueva iglesia conservaba varias capillas y los transeptos del anterior. El 11 de junio de 1497 se constituyó como colegiata, siendo Jaime González de Pedroso el primer prior. En 1585 la iglesia fue saqueada por el pirata Francis Drake. Hacia 1680 se efectúan numerosas reformas en el templo. En 1809 explotó un polvorín cercano, situado en el castillo del Castro. La iglesia sufrió grandes daños, por lo que tuvo que proyectarse una nueva.
El proyecto fue encargado a Melchor de Prado y Mariño, académico de la Real Academia de San Fernando quien lo presentó en 1811, si bien las obras no comenzaron hasta 1816 debido a la guerra contra la invasión napoleónica. También se allanó el terreno para crear la plazoleta delantera. Las obras fueron concluidas en 1838, con la construcción del tabernáculo y de los altares laterales.
Cabe resaltar los grandes mosaicos que se albergan en su altar mayor, obra del prestigioso mosaista español Santiago Padrós caracterizados por dos características: la monumentalidad y la geometrización del paisaje. En sus pilares de arco Padrós situó sendos ángeles, uno portando las tablas de la Ley y el otro los Santos Evangelios, siendo especialmente interesantes las ciudades que a los pies de ambos ángeles se ven: por un lado la ciudad de Estambul (la antigua Constantinopla) y por otro la ciudad de Roma donde Padrós barajó un rico elenco de imágenes (pueden apreciarse la pirámide de Cayo Cestio y el Coliseo).

## Características

### La antigua iglesia
El templo de los siglos XV al XIX era de estilo gótico, formado por una nave central y una serie de naves laterales coronadas con bóvedas de sillería.
El altar mayor estaba formado por un retablo dorado que representaba la Trinidad y la Asunción de la Virgen coronado por un crucifijo de vidrio. Detrás del altar había un pequeño nicho o camarín con una imagen de la Virgen. En el sagrario estaban representados los doce apóstoles y los ángeles. A ambos lados del altar se encontraban dos altares laterales, de los que destacaba el de San Benito, de oro y alabastro en el que un altorrelieve representaba la Pasión y que estaba acompañado de numerosas figuras de personajes religiosos. Este altar había sido una donación del Arzobispo de Londres por lo que estaba coronado por el escudo de Inglaterra. El otro altar lateral estaba dedicado a Santa Catalina y San Sebastián y también estaban representados la Quinta Angustia, San Amaro y la Magdalena.
A ambos lados de la nave principal se situaba una serie de capillas laterales decoradas con pinturas murales:
- La capilla de Santa Ana: con tres esculturas de piedra de Santa Ana, San Antonio y San Roque.
- La capilla del Rosario: con imágenes de madera del Rosario y de San Martín.
- La capilla de San Martín: con imágenes de San Martín, San Pedro y Santiago, una estatua de San Blas y el altar de la Resurrección.
- Una capilla dedicada a su patrocinador, Gregorio de Paços en la que estaban representados Santa Ana, San Miguel, San Antonio y San Gregorio.
- La capilla del Ángel custodio, en la que había un retablo de los doce apóstoles y la Virgen y un altar dedicado a la Magndalena.
- Una capilla dedicada a San Bartolomé, San Juan y Santiago con una imagen de San Esteban.

Dentro del templo también destacaban la sillería del coro y el órgano.
En el exterior, la iglesia estaba coronada por una única torre de planta cuadrada que tenía en lo alto un reloj de campana, así como dos campanas grandes y dos pequeñas.
En el centro del atrio había un olivo centenario, que sobrevivió hasta el siglo XIX y del que no se pudo calcular su edad, si bien es posible que hubiese estado allí desde la construcción de la primera iglesia. Debido a su longevidad, llegó a convertirse en un símbolo de la ciudad.

### La iglesia actual

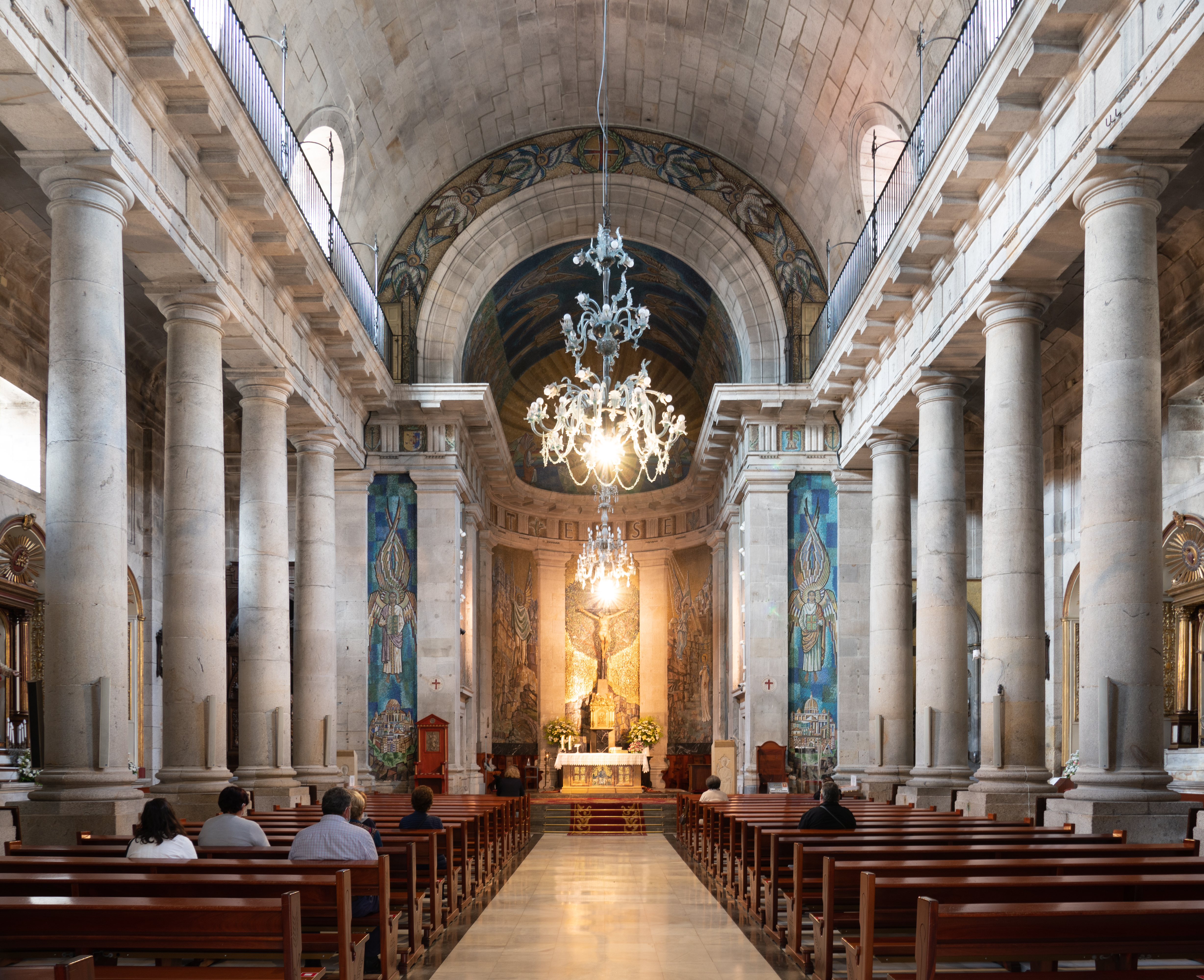
Interior

El actual templo destaca por su robustez, y de hecho fue pensado como posible plaza fuerte, en un contexto en el que acababa de terminar la Guerra de Independencia.
La estructura del edificio presenta una planta rectangular: el altar está flanqueado por dos sacristías y a sus pies aparece la nave principal, la cual tiene a sus lados una serie de capillas laterales situadas bajo dos naves más estrechas paralelas a la central. A los pies de esta se encuentra el pórtico, desde cuyos laterales se accede a las torres. Las bóvedas central y laterales, de cañón, están sustentadas sobre filas de columnas toscanas de porte sobrio coronadas por capiteles dóricos. El margen entre el altar y la nave central viene definido por un único arco. El altar mayor está presidido por un aparatoso retablo churrigueresco.
La fachada presenta un esquema sencillo y simétrico. En el centro se sitúa una amplia y única portada bajo el frontón, ambos flanqueados a cada lado por las dos torres, único elemento barroco que contrasta con la sobriedad neoclásica del resto del conjunto.
En 2020 el Vaticano aprobó la designación como Basílica del templo gallego, tras validar las solicitudes presentadas por la cofradía del Cristo de la Victoria y del obispado.